# 520e régiment de chars de combat
Le 520e régiment de chars de combat est un régiment de chars de combat de l’Armée française, actif pendant l'entre-deux-guerres.

## Création et différentes dénominations
- 1923 : création du 520e régiment de chars de combat
- 1929 : devient 509e régiment de chars de combat

## Chefs de corps
- 1923 - 1925 : colonel Meynier
- 1925 - 1926 : colonel Thibault
- 1926 - 1929 : colonel de Gourlet

## Historique des garnisons, campagnes et batailles

### Entre-deux-guerres
Créé en 1923, le 520e régiment de chars de combat tient garnison à Maubeuge et est équipé de chars FT. 
Il est dissous en 1929, en changeant de numéro et en devenant 509e régiment de chars de combat.

## Étendard
L'étendard du régiment ne porte aucune inscription.